# Văn kiện Viên
Văn kiện Viên là một thỏa hiệp giữa 57 thành viên của Tổ chức An ninh và Hợp tác châu Âu hầu thành lập những biện pháp gây lòng tin và bảo vệ an ninh. Phạm vi hoạt động là từ bờ biển Đại Tây Dương cho tới dãy núi Ural, cũng như ở Trung Á cho tới biên giới Trung Quốc. Văn kiện Viên này được duyệt lại thường xuyên theo thời gian quy định, văn kiện hiện thời được ký kết vào năm 2011.

## Nội dung
Văn kiện mô tả các biện pháp củng cố lòng tin, để mà giải trừ dân bị Lưu trữ ngày 30 tháng 9 năm 2013 tại Wayback Machine, ngưng đe dọa và sử dụng bạo lực trong các quan hệ song phương. Các thành viên của OSCE đã ký văn kiện này lần đầu tiên vào năm 1990 sau đó đã được tu chỉnh cũng như bổ túc thêm vào năm 1992, 1994, 1999 và 2011.

Những biện pháp củng cố lòng tin bao gồm việc thăm viếng lẫn nhau của các quan sát viên dân sự và quân sự, cũng như việc trao đổi thông tin về số lượng, chỗ đóng quân...v...v...của các nước thành viên.

### Đức
Trung tâm Zentrum für Verifikationsaufgaben der Bundeswehr (ZVBw) trú đóng ở cơ sở quân đội Selfkant-Kaserne tại Geilenkirchen hoạch định, điều hợp và thi hành tất cả các nhiệm vụ mà có sự tham dự của nước Đức theo Văn kiện Viên. Cơ quan này có 140 nhân viên và đã tham dự các việc quan sát từ 23 năm nay.